# سيلفانوس أوليمبيو
سيلفانوس أوليمبيو (بالفرنسية: Sylvanus Olympio)‏ سياسي توغولي كان رئيسا لتوغو من سنة 1960 إلى حدود 1963 حيث تم اغتياله إثر انقلاب عسكري. ولد في العاصمة لومي من عائلة برازيلية الأصل. درس في المدرسة الألمانية في توغو التي كانت تحت الاستعمار الألماني، ثم أكمل دراسته في لندن. تولى منصب رئاسة غرفة التجارة عام 1941. ونضم إلى لجنة الوحدة التوغولية بغية معارضة المطالب الألمانية.

## روابط خارجية
- سيلفانوس أوليمبيو على موقع الموسوعة البريطانية (الإنجليزية)
- سيلفانوس أوليمبيو على موقع مونزينجر (الألمانية)